# イオンモールむさし村山

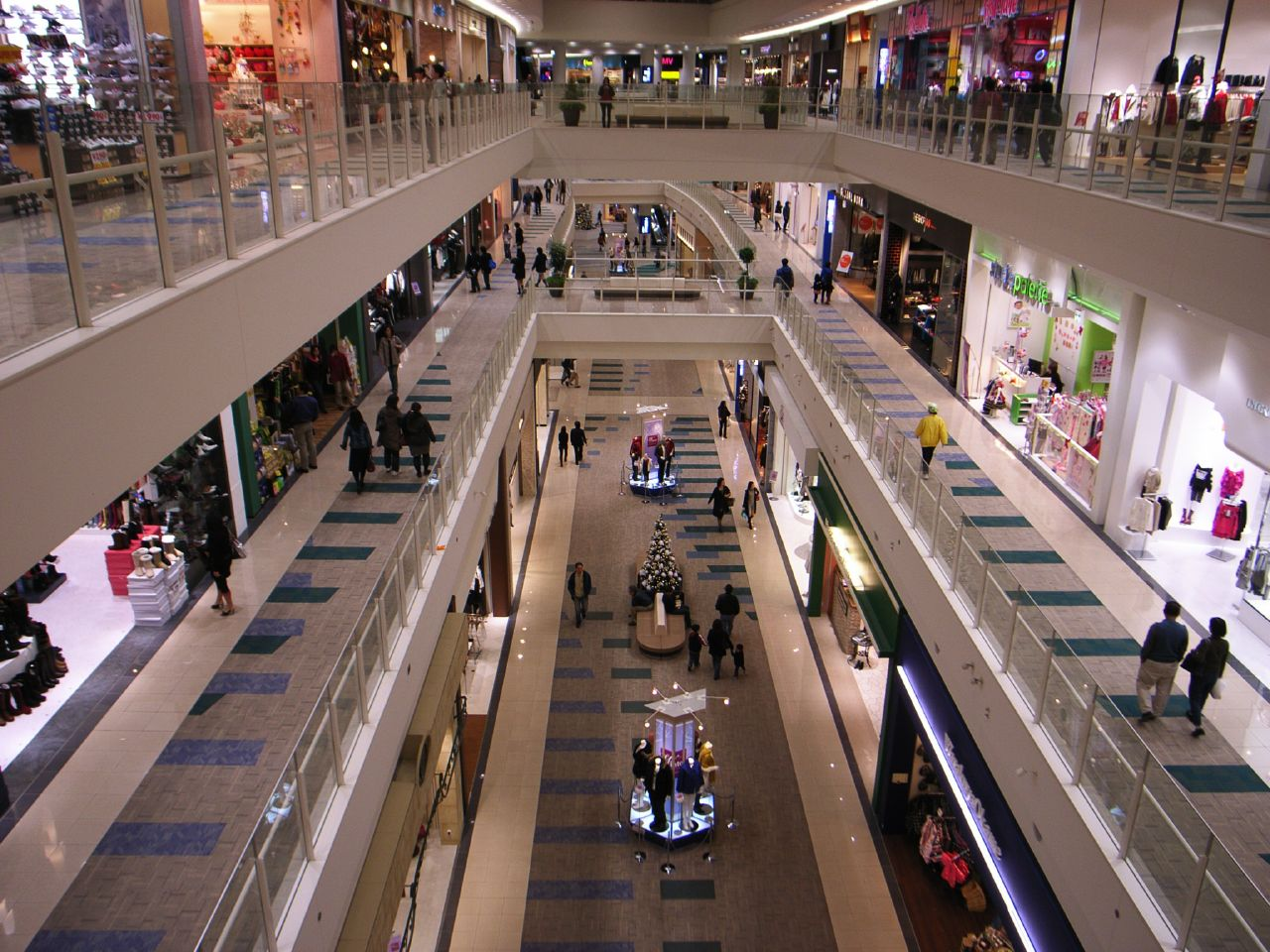
館内（2007年）

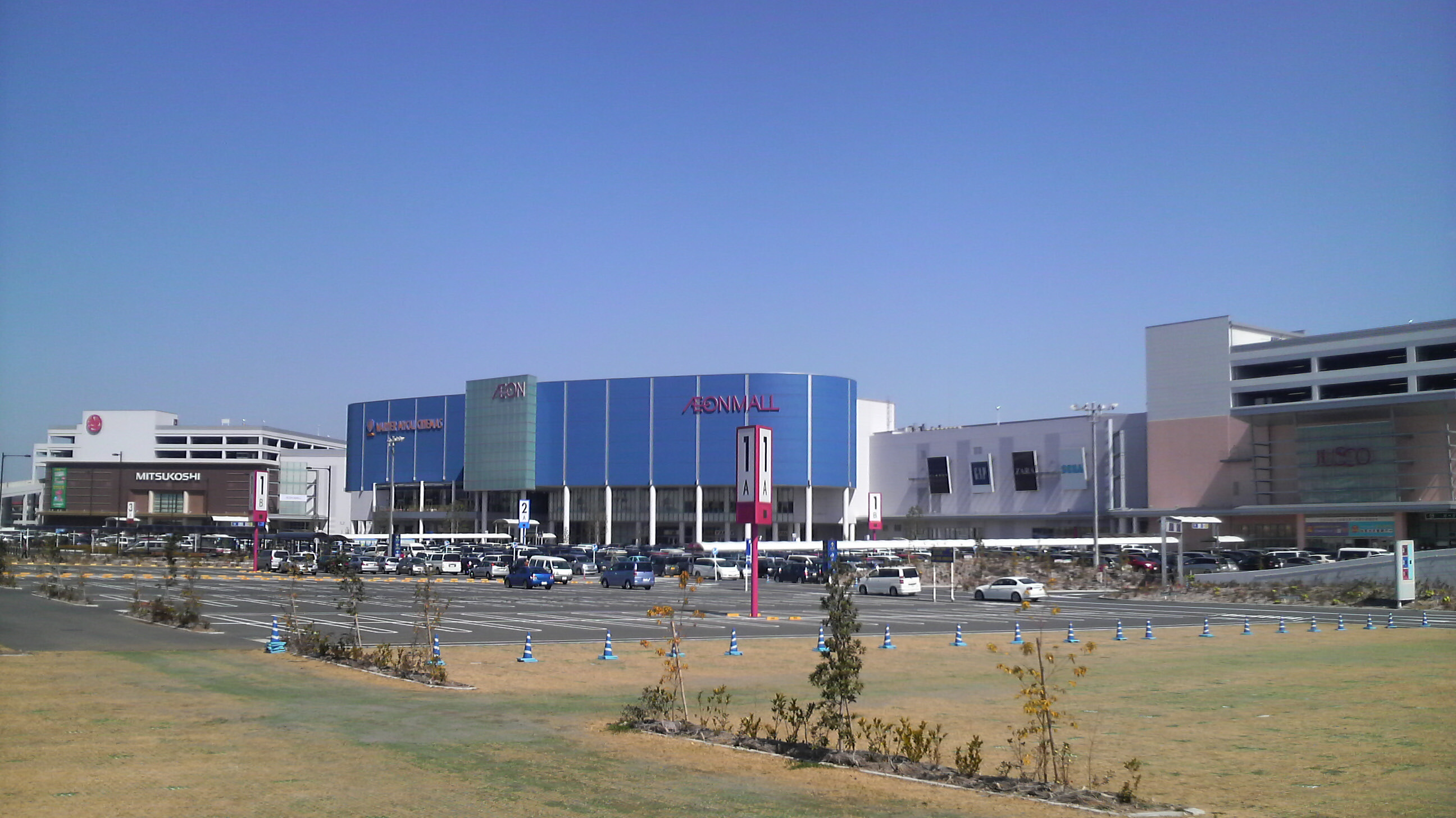
イオンモールむさし村山ミュー時代の外観 (2008年)

イオンモールむさし村山（イオンモールむさしむらやま）は、東京都武蔵村山市に立地するイオンモール株式会社運営のモール型ショッピングセンター 。都内最大のイオンモールである。2核1モールのリージョナル型（RSC）。
2006年（平成18年）11月18日、株式会社ダイヤモンドシティにより「ダイヤモンドシティ・ミュー（DIAMOND CITY mu:）」として開業。2007年（平成19年）8月21日にダイヤモンドシティがイオンモール株式会社に吸収合併されたことに伴い、同年9月22日に「イオンモールむさし村山ミュー」へ改称。さらに、2011年（平成23年）10月21日には現名称へ再改称した。

## 概要
かつての日産自動車村山工場（旧プリンス自動車工業）跡地に立地し、日本全国のイオンモールで7番目の広さを誇る。施設は日本リテールファンド投資法人の投資物件である。
キャッチコピーは「ちょっといい。もっといい。いちばんいい。」。ダイヤモンドシティ時代から使われていた「ミュー (mu:) 」の名は、立地する「武蔵村山」の頭文字の「Mu」、伝説の大陸「ムー大陸」、学術・文化・音楽をつかさどる神「Muse」から採られていた。
計画当初の仮称（大規模小売店舗立地法上の届出名称）は、ダイヤモンドシティ立川・武蔵村山ショッピングセンター（ダイヤモンドシティたちかわ・むさしむらやまショッピングセンター）であった。

## 沿革
2006年（平成18年）11月18日、「ダイヤモンドシティ・ミュー」として開業。ダイヤモンドシティとしては東京都内では初の開業となった。開業時には、北に百貨店の「武蔵村山三越」、中央に約180の専門店街、南に総合スーパーのジャスコむさし村山店が出店し、ひとつのモールに2つの大型店を配する形態（2核1モール）をとっていた。
2007年（平成19年）9月22日に、運営会社の株式会社ダイヤモンドシティがイオンモール株式会社と合併したことに伴い、「ダイヤモンドシティ・ミュー（DIAMOND CITY mu:）」から「イオンモールむさし村山ミュー」に改称した。
三越としても郊外初出店であったが、中三（イオンモール秋田）、近鉄百貨店西京都店（京都ファミリー）など他のイオングループが運営するショッピングセンターに進出した百貨店と同様に、売上面では苦戦が続いた。そのため三越は2008年（平成20年）9月25日、同社の構造改革の一環として2009年（平成21年）3月1日限りでの撤退を表明し、予定通り同日をもって閉店した。
三越の撤退後、跡地にはしばらくテナントが入らず閉鎖された状態が続いていたが、3階に家電量販店の「ノジマ」が出店することが決定し、ノジマの開店日となった2009年9月18日から三越跡は「ノースタワー」の名称が付与された。
2009年（平成21年）11月20日、アパレル大手ワールドが運営する大型複合衣料品店「FLAXUS（フラクサス）」とスポーツ用品専門店「Victoria」がノースタワーの1階と2階にそれぞれ出店した。これにより、ノースタワーは全面リニューアルオープンすることになった。
2011年（平成23年）10月21日、現名称の「イオンモールむさし村山」に再び改称した。
2019年（平成31年）3月20日に大幅なリニューアルをした。

## 主なテナント
2021年1月17日現在
出店全店舗の一覧・詳細情報は公式サイト「ショップガイド」を、営業時間およびATMを設置する金融機関の詳細は公式サイト「営業時間・サービス案内」を、商品券・クレジットカード・電子マネーでの決済が可能な店舗は公式サイト「ご利用頂けるクレジットカード・商品券のご案内」を参照。

### 核テナント
- イオンスタイルむさし村山 - 1階は「食料品と美と健康のフロア」、2階は「レディス・メンズのファッションのフロア」、3階は「キッズとホームファッション、デジタルのフロア」である[13]。イオンラウンジは2階に設置されている[13]。
- ノースタワー
  - ユニクロ（1階）
  - GU（1階）
  - Victoria（2階）
  - ノジマ（3階）
  - キャンドゥ（3階）

## 交通アクセス
公式サイト「アクセスガイド」も参照。
最寄りの鉄道駅は西武拝島線武蔵砂川駅（イオンモールむさし村山から南へ約1.8km）である。ただし武蔵砂川駅を発着していたコミュニティバス「MMシャトル」は廃止されたため、武蔵砂川駅からは徒歩またはタクシーでしかアクセスできない。そのため、公共交通機関で来訪する場合は同じ西武拝島線の玉川上水駅もしくはJR立川駅北口、昭島駅北口から路線バスを利用するのが一般的である。この他にJR八高線箱根ヶ崎駅からも路線バスが利用できる。
玉川上水駅北口から
- 立川バス「イオンモールむさし村山」行きで終点下車
- 立川バス「武蔵村山病院」行きで終点下車、徒歩約5分

MMシャトル「村山温泉かたくりの湯」行きでイオンモール下車
立川駅北口から
- 西武バス「イオンモールむさし村山」行きで終点下車
- 立川バス「イオンモールむさし村山」行きで終点下車
- 立川バス「武蔵村山市役所経由箱根ヶ崎駅」行きで村山医療センター入口下車、徒歩約10分
- 立川バス「イオンモール経由箱根ヶ崎駅」行きでイオンモールむさし村山下車

昭島駅北口から
- 立川バス「イオンモールむさし村山」行きで終点下車

箱根ヶ崎駅東口から
- 立川バス「イオンモール経由立川駅北口」行きでイオンモールむさし村山」下車
- 立川バス「武蔵村山市役所経由立川駅北口」行きで村山医療センター入口下車、徒歩約10分

かつては箱根ヶ崎駅西口からイオンモールむさし村山行きが運行されていたが、2024年8月に廃止されている。
延伸が計画されている多摩都市モノレール線上北台駅 - 箱根ケ崎駅間が開業した場合は、当モールの北側約400mの新青梅街道上を通る予定であり、新駅の設置される位置によってはアクセスが飛躍的に向上する可能性がある。
バス停留所名は、ショッピングモールの名称変更後もしばらくは「ダイヤモンドシティ」のままであったが、2008年2月16日に「イオンモール」に変更された。西武バスでは2018年9月1日に「イオンモールむさし村山」に変更し、立川バスも同年に変更しているがMMシャトルは現在も「イオンモール」のままである。

### 道路
- 東京都道59号八王子武蔵村山線
- 東京都道5号新宿青梅線（新青梅街道）
- 埼玉県道・東京都道55号所沢武蔵村山立川線

### 路線バス
イオンモールむさし村山の西側にバスロータリーがあり、立川バス・西武バスの一般路線バスと立川バスが運行受託する武蔵村山市内循環（MMシャトル）が発着する。西武バスは3番乗り場からの立川駅行きのみ運行し、それ以外は立川バスが運行する。
開業当初に設定されていた玉川上水駅からの臨時シャトルバスは2007年（平成19年）2月28日をもって運行を終了したが、毎年元旦には昭島駅北口からの直行便が数往復運行される。

#### イオンモールむさし村山ロータリー
1番乗り場
- 玉12-1：玉川上水駅（団地中央・桜街道経由）

2番乗り場
- 立13・立13-1：立川駅北口（立川市役所経由）

3番乗り場
- 立37：立川駅北口（武蔵村山市役所・東大和市駅経由）
- 立37-1：西武バス立川営業所（武蔵村山市役所・東大和市駅経由）
- 東大和37：東大和市駅（武蔵村山市役所経由）

4番乗り場
- MMシャトル：村山温泉かたくりの湯（武蔵村山市役所経由）
- MMシャトル：玉川上水駅（村山団地・桜街道経由）

5番乗り場
- 立13-1：箱根ヶ崎駅東口（瑞穂町役場入口経由）
- 昭23：昭島駅北口
- 昭23-2：昭島駅北口（西武立川駅南口経由）

#### 村山医療センター入口
イオンモールむさし村山を経由しない立川バスの路線はこの停留所が最寄りとなり、その旨が車内放送でもアナウンスされる（ただし、イオンモールむさし村山を経由する路線は反対に武蔵村山市役所方面に行かない旨が放送される）。停留所からは徒歩約10分でアクセスが可能である。
北方向
- 立11-1：三ツ藤住宅（三ツ藤経由）
- 立11-2：武蔵村山市民会館
- 立12-1：箱根ヶ崎駅東口
- 立12-2：箱根ヶ崎駅東口（三ツ藤経由）
- 立13：イオンモールむさし村山
- 立13-1：箱根ヶ崎駅東口（イオンモールむさし村山経由）
- MMシャトル：村山温泉かたくりの湯（イオンモールむさし村山経由）

南方向
- 立11-1・立11-2・立12-1・立12-2・立13・立13-1：立川駅北口（立川市役所経由）
- 立12：立川駅北口（砂川七番経由）
- MMシャトル：玉川上水駅（村山団地・桜街道経由）

## テレビ番組
- 日経スペシャル ガイアの夜明け 巨大ショッピングモール新時代（2006年12月19日、テレビ東京）[17]。- 東京近郊に開業した巨大SCを取材。